# アールガウ州

アールガウ州の旗

アールガウ州の紋章

アールガウ州の位置

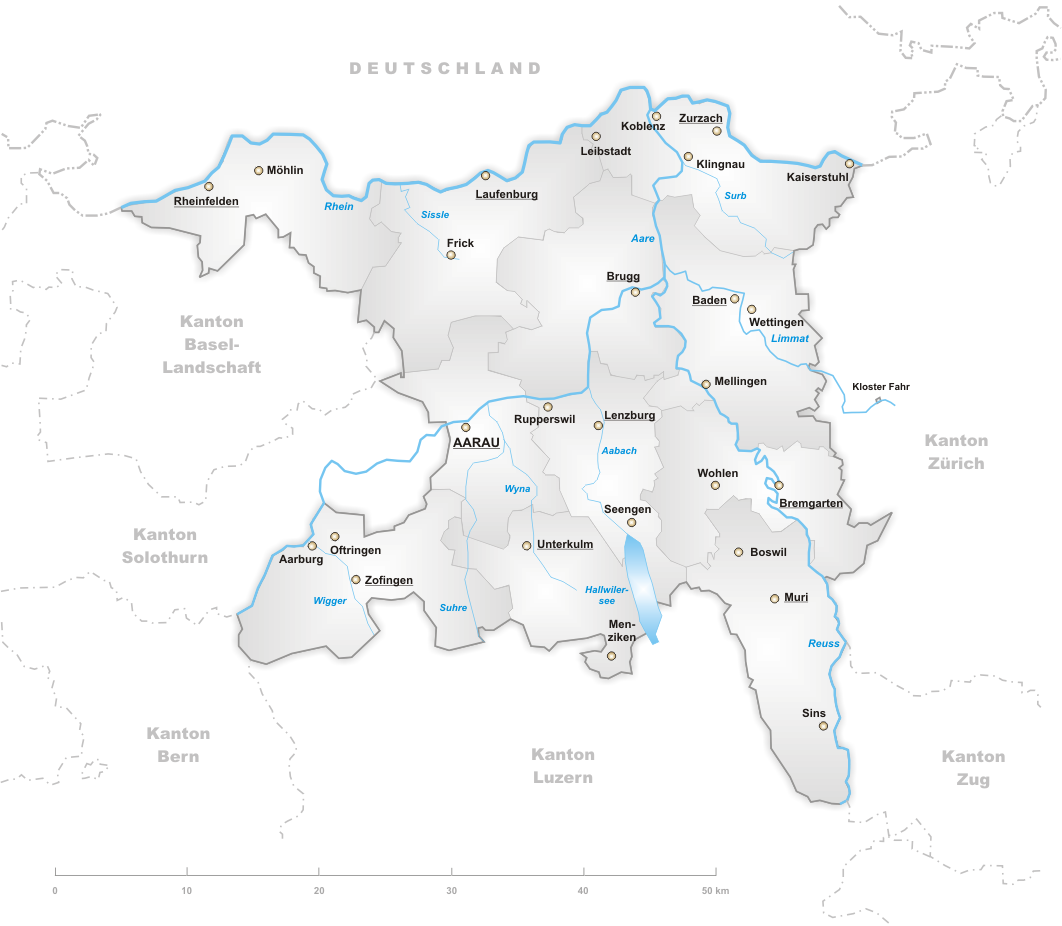
アールガウ州の地図

アールガウ州（アールガウしゅう、ドイツ語: Kanton Aargau、フランス語: Argovie、イタリア語: Argovia、ロマンシュ語: Argovia）は、スイス北部の州。州都はアーラウ、人口は65万3675人（2015年12月）。

## 歴史
- 1375年 - 翌年にかけてガグラー戦争が勃発。傭兵は大敗して翌1376年にはフランスへ撤退するが、レオポルト3世が事前に住民の食糧まで奪う焦土作戦を行ったため住民は困窮した[2]。

## 地理
アールガウ州はスイスの中央より北に位置している。

### 隣接している州
- 西:バーゼル＝ラント準州,ゾロトゥルン州,ベルン州
- 南:ルツェルン州
- 東:チューリヒ州,ツーク州
- 北:ドイツ国境

## 行政区分
アールガウ州は以下の11の行政区に分かれている。
| 行政区                           | 人口 （2015年12月） | 面積(km²) | 中心都市                             | 基礎自治体の数 |
| -------------------------------- | ------------------- | --------- | ------------------------------------ | -------------- |
| Aarau （アーラウ）               | 75,195              | 104.41    | Aarau （アーラウ）                   | 12             |
| Baden （バーデン）               | 140,100             | 153.13    | Baden （バーデン）                   | 26             |
| Bremgarten （ブレンガルテン）    | 74,603              | 117.49    | Bremgarten AG （ブレンガルテン）     | 22             |
| Brugg （ブルック）               | 49,669              | 149.29    | Brugg （ブルック）                   | 25             |
| Kulm （クルム）                  | 39,901              | 97.21     | Unterkulm （ウンタークルム）         | 17             |
| Laufenburg （ラウフェンブルク）  | 31,272              | 152.65    | Laufenburg AG （ラウフェンブルク）   | 18             |
| Lenzburg （レンツブルク）        | 58,712              | 98.06     | Lenzburg （レンツブルク）            | 20             |
| Muri （ムーリ）                  | 34,801              | 138.90    | Muri AG （ムーリ）                   | 19             |
| Rheinfelden （ラインフェルデン） | 47,038              | 111.78    | Rheinfelden G （ラインフェルデン）   | 14             |
| Zofingen （ツォフィンゲン）      | 69,050              | 142.06    | Zofingen （ツォフィンゲン）          | 18             |
| Zurzach （ツルツァッハ）         | 33,334              | 129.88    | Bad Zurzach （バート・ツルツァッハ） | 22             |
| 合計 (11)                        | 653,675             | 1403.54   |                                      | 213            |

## 住民

### 言語
主にドイツ語を話す人々が住んでいる。